# 한국청소년활동진흥원
한국청소년활동진흥원(韓國靑少年活動進興院, Korea Youth Work Agency)은 청소년 활동을 진흥하여 청소년 스스로 성장할 수 있는 역량을 키우도록 지원하기 위하여 설립된 여성가족부 산하 위탁집행형 준정부기관이다. 2010년 8월 18일 한국청소년진흥센터와 한국청소년수련원을 통합하여 만들어졌다. 진흥원은 서울특별시 서대문구 경기대로 47(진양빌딩 5층)에 있다.

## 설립 근거
- 청소년활동진흥법 제6조

## 주요 기능
- 청소년의 다양하고 창의적인 체험활동 활성화
- 청소년활동 프로그램의 개발·보급·평가 및 시범운영
- 청소년 육성에 필요한 정보 등의 종합적 관리 및 제공
- 청소년 관련 제 기관 및 시설과의 상호 연계지원·지도·평가
- 국가·지방자치단체가 설치하는 청소년수련시설의 위탁유지·관리 및 운영
- 청소년지도자의 양성·교육 및 교류 진흥
- 국내외 청소년 교류활동의 진흥 및 지원
- 청소년자원봉사활동 및 참여·권리증진활동의 활성화 지원
- 청소년특별회의, 청소년수련활동인증제도, 청소년성취포상제도, 청소년 방과 후 활동의 운영 및 지원, 청소년프로그램 공모, 청소년 어울림마당·동아리 활동 및 청소년의 달 행사의 운영 및 지원
- 수련시설 종합 안전·위생점검 지원 및 안전 관련 컨설팅·홍보
- 숙박형 등 청소년수련활동 계획의 신고 지원에 대한 컨설팅 및 교육
- 그 밖에 여성가족부장관이 지정하거나 활동진흥원의 목적을 수행하기 위하여 필요한 사업

## 연혁
- 1998년 10월 12일 한국청소년수련원 설립
- 1998년 11월 14일 국립평창청소년수련원 개원
- 2001년 8월 15일 국립중앙청소년수련원 개원
- 2005년 1월 28일 한국청소년진흥센터 설립
- 2010년 7월 9일 국립고흥청소년우주체험센터 개원
- 2010년 8월 18일 한국청소년활동진흥원 설립
- 2013년 7월 11일 국립김제청소년농업생명체험센터 개원
- 2013년 7월 18일 국립영덕청소년해양환경체험센터 개원
- 2017년 5월 11일 국립청소년우주센터 명칭 변경
- 2017년 5월 11일 국립청소년농생명센터 명칭 변경
- 2017년 5월 11일 국립청소년해양센터 명칭 변경

## 정부 위탁시설
- 국립중앙청소년수련원 (충남 천안)
- 국립평창청소년수련원 (강원 평창)
- 국립청소년우주센터 (전남 고흥)
- 국립청소년바이오생명센터 (전북 김제)
- 국립청소년해양센터 (경북 영덕)
- 국립청소년미래환경센터(경북 봉화)
- 국립청소년생태센터(부산)

## 조직

### 이사장
- 이사회
- 감사
  - 청렴감사실

#### 정책기획이사
- 기획조정본부
  - 전략기획부
  - 사회적가치실현부
  - 인사혁신부
  - 재무회계부
- 활동진흥본부
  - 활동기획부
  - 정책사업1부
  - 정책사업2부
  - PBL지원부
- 안전환경본부
  - 활동안전부
  - 활동인증부
  - 정보안전부
- 인재개발본부
  - 인재개발부
  - 연수사업부

#### 활동사업이사
- 활동운영본부
  - 활동운영기획부
  - 활동운영지원부

#### 국립중앙청소년수련원
- 활동운영1부
- 활동운영2부
- 활동협력부

##### 국립평창청소년수련원
- 활동운영1부
- 활동운영2부
- 활동협력부

##### 국립청소년우주센터
- 우주활동부
- 활동협력부

##### 국립청소년농생명센터
- 활동운영부
- 활동협력부

##### 국립청소년해양센터
- 농생명활동부
- 활동운영부
- 활동협력부